# Trionymus boratynskii
Trionymus boratynskii är en insektsart som beskrevs av Danzig 1983. Trionymus boratynskii ingår i släktet Trionymus och familjen ullsköldlöss. Inga underarter finns listade i Catalogue of Life.